# Holocaust Namenmonument

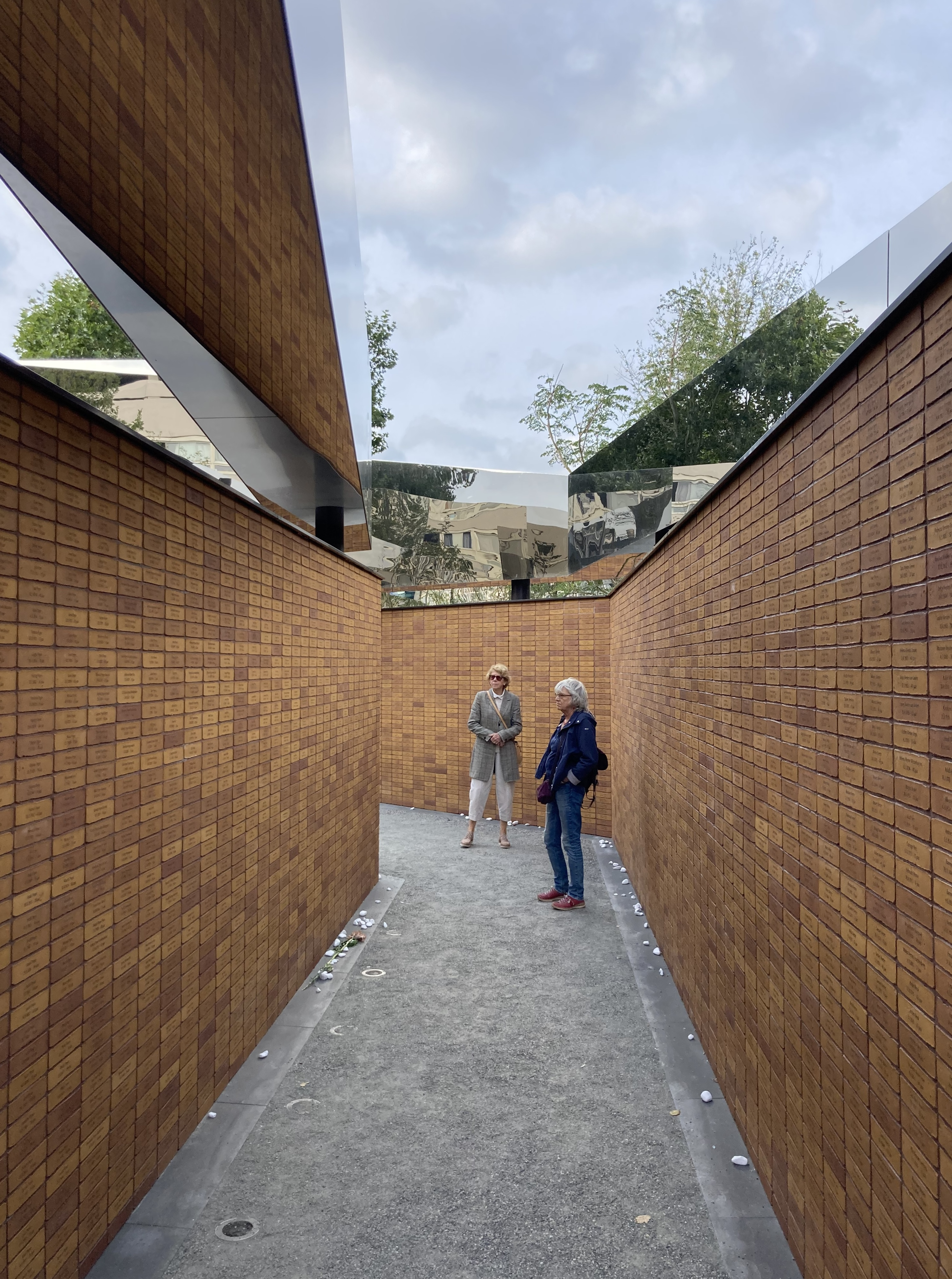
Nationaal Holocaust Namenmonument in Amsterdam

Das Nationaal Holocaust Namenmonument in Amsterdam ist das nationale Holocaust-Denkmal der Niederlande, das auch dem Porajmos gewidmet ist. Es erinnert an die rund 102.000 jüdischen Opfer aus den Niederlanden, die vom NS-Regime während der deutschen Besetzung des Landes (1940–1945) verhaftet, deportiert und überwiegend in den Vernichtungslagern Auschwitz und Sobibor ermordet wurden, sowie an die 220 Opfer aus der Bevölkerungsgruppe der Roma und Sinti.

## Lage
Das Monument steht in der Weesperstraat in Amsterdam-Centrum – in der Nähe des ehemaligen jüdischen Viertels – und wurde am 19. September 2021 von König Willem-Alexander und von Jacques Grishaver, dem Vorsitzenden des Nederlands Auschwitz Comité, der Öffentlichkeit übergeben. 

## Gestaltung
Das Monument besteht aus Backsteinmauern in Form von vier hebräischen Buchstaben לזכר. Sie bedeuten von oben gesehen «Im Gedenken». Auf jedem Backstein steht der Name eines Opfers, das Geburtsdatum und das Alter zum Zeitpunkt der Ermordung. Die Besucher können um die vier Buchstaben herumlaufen, die Mauern bilden ein Labyrinth von Passagen. Von oben werden die Mauern von einem Stahlrand abgeschlossen, in dem sich Bäume und Wolken sowie die Mauern darunter spiegeln. Nahezu 80 Prozent der namentlich aufgeführten Familien wurden vom NS-Regime im Zuge der Shoah völlig ausgelöscht. „Dieses Monument gibt den Opfern 76 Jahre nach Kriegsende ihren Namen zurück und beweist, dass sie gelebt haben“, so Jacques Grishaver.

## Weitere Gedenkstätten
Das Denkmal steht in einer Reihe von Holocaustgedenkstätten, die auf unterschiedliche Art und Weise versuchen, die Namen der Opfer zu erfassen, zuvörderst die Halle der Namen in Yad Vashem, das Mémorial de la Shoah in Paris und das Jüdische Museum Thessaloniki, in dem auf Stein die Namen der Opfer der Shoah in Thessaloniki eingraviert sind. Im Bau befindet sich in Wien die Gedenkstätte Namensmauern, in der die Namen von mehr als 64.000 ermordeten Jüdinnen und Juden Österreichs genannt werden.

## Geschichte der Entstehung
Die Initiative für das Denkmal erfolgte seitens des Niederländischen Auschwitz-Komitees, geleitet von Jacques Grishaver. Es dauerte 76 Jahre seit dem Untergang des NS-Regimes, bis das Monument nach jahrelangem Rechtsstreit fertiggestellt und der Öffentlichkeit übergeben werden konnte. Anwohner hatten versucht, die Errichtung des Denkmals vor Gericht zu verhindern, unter anderem weil es zu groß sei und Besucherzustrom fördere. Ende 2019 wurden die Einsprüche in letzter Instanz zurückgewiesen. Das Monument wurde überwiegend mittels Spenden finanziert. Zahlreiche Orte übernahmen die Kosten für das Anbringen der Namen ihrer getöteten jüdischen Bürger. Gestaltet wurde es von dem polnisch-amerikanischen Architekten Daniel Libeskind. Die örtliche Bauleitung oblag dem Amsterdamer Architekturbüro Rijnboutt.

## Zitate

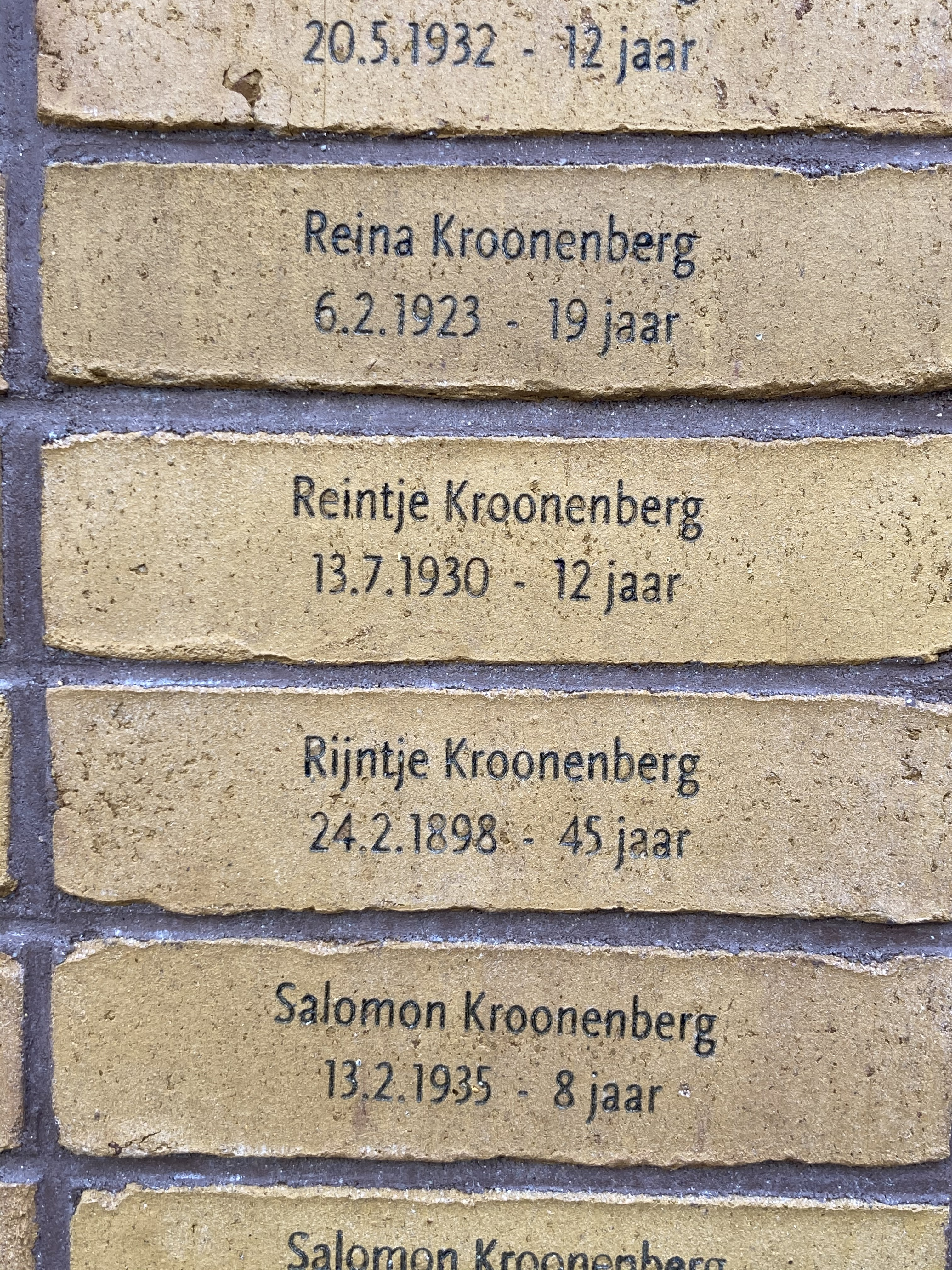
Holocaust Namenmonument Amsterdam. Für jedes Opfer ein Stein.

Im Rahmen der Zeremonie, die zur Übergabe des Monuments stattfand, sprachen unter anderem Premierminister Mark Rutte und die Amsterdamer Bürgermeisterin Femke Halsema. Sie bedauerte, dass die Stadt die jüdische Bevölkerung während der deutschen Besetzung nicht genügend vor Verfolgung geschützt hatte. Im Mai 1940 lebten laut Halsema rund 140.000 Juden in den Niederlanden, 80.000 davon in Amsterdam. Nur 15.000 hätten überlebt. Diese Mauern, die hier in Stein gemeißelten Namen, „stehen wie eine Festung zwischen uns und dem Vergessen“. Mark Rutte rief aus, dieses Monument sage:

„Nein, wir vergessen euch nicht.
Nein, wir lassen nicht zu, dass eure Namen ausgelöscht werden.
Nein, das Böse hat nicht das letzte Wort.“

Selbstkritisch fügte der Premier hinzu, dass das Mahnmal die Niederlande dazu zwinge, Rechenschaft über den „kalten Empfang“ der wenigen Juden abzulegen, die die Vernichtungslager im Osten überlebt hatten und zurückgekehrt waren. Rutte nannte diese Haltung „ein schwarzes Kapitel unserer Geschichte“. Jacques Grishaver charakterisiert die Funktion des Monuments – für Angehörige ein Gedenkort, für Jugendliche ein Ort der Aufklärung: „Die unglaubliche Zahl von 102 000 kann man sich jetzt vor Augen führen.“ Christoph Heubner, Exekutiv-Vizepräsident des Internationalen Auschwitz Komitees, lobte die Ausdauer und Entschlossenheit der Initiatoren: „Der jahrzehntelange Kampf gegen die Gleichgültigkeit und das Wegschieben der Geschichte hat sich gelohnt.“ Auch Grishaver ging auf die Verzögerung der Errichtung ein: „Das war für viele Überlebende zu spät, das ist sehr bitter.“

## Siehe auch

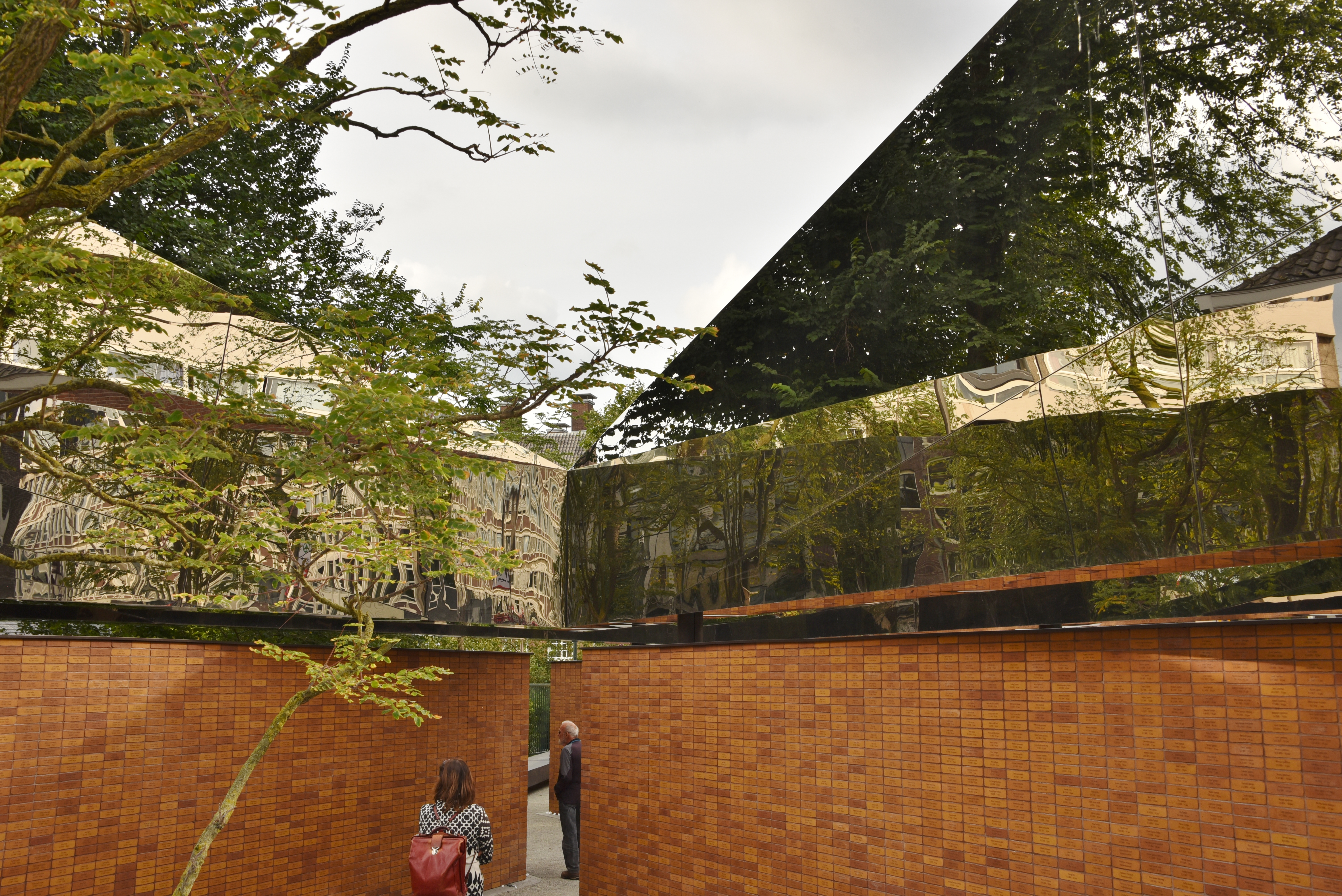
Holocaust Namenmonument Amsterdam. Ansicht.